# Letse lats
De Letse lats (meervoud: lati, maar latu bij ronde getallen) was tot 1 januari 2014 de officiële valuta van Letland. Eigenlijk is het woord 'lat'; in het Lets wordt een mannelijk zelfstandig naamwoord in het enkelvoud aangevuld met een 's'. Daarom verdwijnt de 's' ook in de meervoudsvorm 'lati'.
De lats werd voor het eerst ingevoerd in 1922. De munt verving toen de Letse roebel. Toen Letland in 1940 bezet werd door de Sovjet-Unie, werd de lats vervangen door de Russische roebel. Enkele jaren na de herwonnen onafhankelijkheid werd de lats in 1993 opnieuw ingevoerd, alweer na een periode waarin de Letse roebel als overgangsmunt had gediend.
De lats is per 1 januari 2014 als munteenheid verdwenen door de invoering van de euro.

## 1922-1941

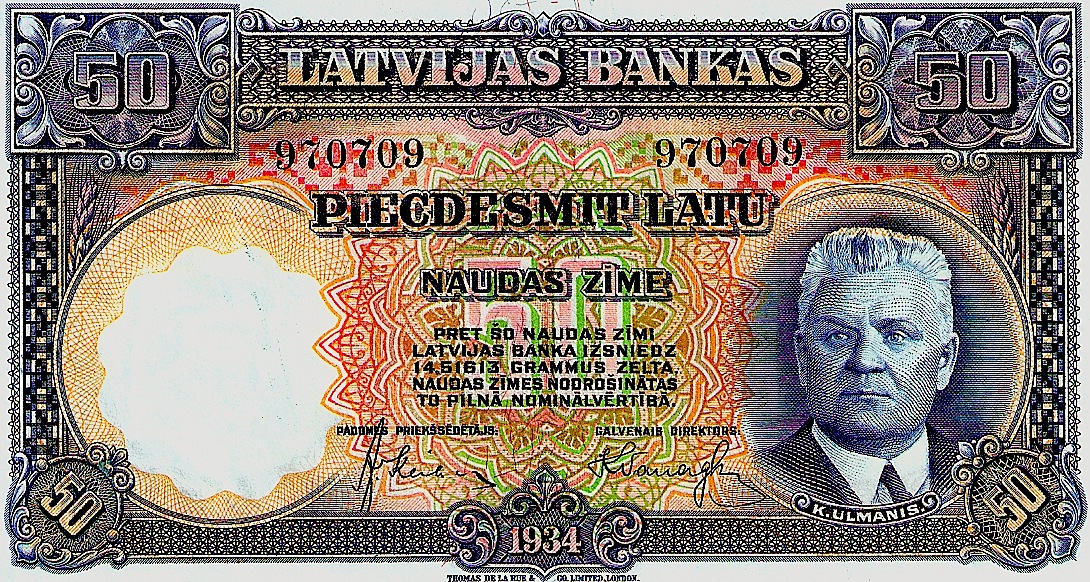
Bankbiljet van 50 latu uit 1934

Op 3 augustus 1922 besloot de Letse regering onder premier Zigfrīds Anna Meierovics de toenmalige munt Letse roebel te vervangen door een nieuwe. Eerder was overwogen de nieuwe munt Letse frank te noemen, maar het werd lats, vernoemd naar de landsnaam Latvija. De lats was onderverdeeld in 100 santīmu (enkelvoud: santīms), afgeleid van het Franse centimes. De eerste bankbiljetten van 10 latu verschenen op 2 november 1922. In de maanden daarna volgden geleidelijk meer bankbiljetten, en ook munten. Eén lats werd gelijkgesteld aan 50 Letse roebels. In de volgende maanden verdween de roebel uit het geldverkeer.
Tot 1941 waren bankbiljetten van 5, 10, 20, 25, 50, 100 en 500 latu in omloop en munten in de waarden 1, 2, 5, 10, 20 en 50 santīmu en 1, 2 en 5 lati.
Op 17 juni 1940 werd Letland door het Rode Leger bezet. De bezettingsmacht ensceneerde verkiezingen en op 5 augustus 1940 was Letland als Sovjetrepubliek een deel van de Sovjet-Unie geworden. Op 25 november 1940 bepaalde de Raad van Volkscommissarissen van de Sovjetrepubliek Letland dat de roebel naast de lats gebruikt mocht worden tegen de koers 1 roebel = 1 lats. Op 25 maart 1941 werden de Letse bankbiljetten en munten ongeldig verklaard.

## 1993-2014
Op 5 maart 1993 kwam een nieuwe versie van de Letse lats in omloop, alweer als vervanger van de Letse roebel, die in het voorgaande jaar bij wijze van overgangsmunt was ingevoerd. In oktober 1993 werd de Letse roebel uit de omloop genomen. De wisselkoers was 1 lats = 200 Letse roebel.
Anders dan de Letse roebel, die alleen als papiergeld had bestaan, kende de lats ook munten. Het muntgeld was beschikbaar in de waarden 1, 2, 5, 10, 20 en 50 santīmu en 1 en 2 lati. Het papiergeld was beschikbaar als bankbiljetten van 5, 10, 20, 50, 100 en 500 latu. De ISO-code van de muntsoort was LVL.
Sinds 1 mei 2004 is Letland lid van de Europese Unie. Als lid van de Economische en Monetaire Unie streefde Letland naar invoering van de euro als munteenheid. Op 1 januari 2014 was het zo ver en verving de euro de Letse lats. De omrekenkoers was 1 euro voor 0,702804 lati.